# II Premis de la Crítica de les Arts Escèniques
La segona edició dels Premis de la Crítica de les Arts Escèniques, aleshores anomenats Premis de la Crítica Teatral de Barcelona, va correspondre a la temporada 1989-1990. El lliurament dels premis va tenir lloc al Bar Universal de Barcelona, el 26 de novembre de 1990. Aquesta edició va ser la primera en incloure la categoria de millor direcció.

## II Premis de la Crítica de Teatre
| Categoria                       | Persona | Obra | Autoria | Direcció | Teatre |
| ------------------------------- | --- | --- | --- | --- | --- |
| Millor espectacle               | - | ¡Ay, Carmela! | José Sanchis Sinisterra | José Luis Gómez | Teatre Villarroel |
| Millor espectacle internacional | - | Mademoiselle Julie | August Strindberg i Théâtre Vidy-Laussanne | Matthias Langhoff | Teatre Romea |
| Millor direcció                 | Patrice Chéreau | Hamlet | William Shakespeare i Centre Dramatique National de Nanterre-Amandiers | - | Mercat de les Flors |
| Millor direcció                 | Patrice Chéreau | Dans la solitude des champs de coton | Bernard-Marie Koltès i Centre Dramatique National de Nanterre-Amandiers | - | Mercat de les Flors |
| Millor interpretació            | Anna Güell | Quatre dones i el sol | Jordi Pere Cerdà i CDGC | Ramón Simó | Teatre Romea |
| Millor interpretació            | Anna Güell | Tàlem | Sergi Belbel i CDGC | Sergi Belbel | Teatre Romea |
| Millor interpretació            | Marie Brassard | Le Polygraphe | Robert Lepage i Marie Brassard | Robert Lepage i Jacques Lessard | Mercat de les Flors (Grec 90) |
| Millor interpretació            | Josep Maria Pou | Amado monstruo | Javier Tomeo | Jacques Nichet i Jean J. Préau | Teatre Poliorama |
| Millor interpretació            | Ferran Rañé | Makinavaja "el último choriso" | Ivà i Pepe Miravete | Al Víctor i Pepe Miravete | Teatre Villarroel |
| Millor interpretació            | Gérard Desarthe | Hamlet | William Shakespeare i Centre Dramatique National de Nanterre-Amandiers | Patrice Chéreau | Mercat de les Flors |
| Millor interpretació            | Peter Stormare | Long Day's Journey Into Night (Llarg camí cap a la nit) | Eugene O'Neill i Kungliga Dramatiska Teatern d'Estocolm | Ingmar Bergman | Teatre Romea (I Festival de Tardor de Barcelona) |
| Premi Revelació                 | Lluís Soler | Fi de partida | Samuel Beckett | Jordi Mesalles | Mercat de les Flors |
| Premi Revelació                 | Lluís Soler | El banc | Aleksandr Gelman | Boris Rotenstein | Sala Beckett |
| Premi a l'edició                | Programes de mà i catàlegs del Teatre Lliure | Programes de mà i catàlegs del Teatre Lliure | Programes de mà i catàlegs del Teatre Lliure | Programes de mà i catàlegs del Teatre Lliure | Programes de mà i catàlegs del Teatre Lliure |
| Premi Especial                  | - Teatre Malic, per la seva trajectòria - Josep Maria de Sagarra i Àngel, per les traduccions d'El banc (d'Aleksandr Gelman), Aquell foll d'en Jourdain (de Mikhaïl Bulgàkov) i Els homes de l'emperador (de Zygmunt Hübner). | - Teatre Malic, per la seva trajectòria - Josep Maria de Sagarra i Àngel, per les traduccions d'El banc (d'Aleksandr Gelman), Aquell foll d'en Jourdain (de Mikhaïl Bulgàkov) i Els homes de l'emperador (de Zygmunt Hübner). | - Teatre Malic, per la seva trajectòria - Josep Maria de Sagarra i Àngel, per les traduccions d'El banc (d'Aleksandr Gelman), Aquell foll d'en Jourdain (de Mikhaïl Bulgàkov) i Els homes de l'emperador (de Zygmunt Hübner). | - Teatre Malic, per la seva trajectòria - Josep Maria de Sagarra i Àngel, per les traduccions d'El banc (d'Aleksandr Gelman), Aquell foll d'en Jourdain (de Mikhaïl Bulgàkov) i Els homes de l'emperador (de Zygmunt Hübner). | - Teatre Malic, per la seva trajectòria - Josep Maria de Sagarra i Àngel, per les traduccions d'El banc (d'Aleksandr Gelman), Aquell foll d'en Jourdain (de Mikhaïl Bulgàkov) i Els homes de l'emperador (de Zygmunt Hübner). |
| Menció especial                 | Talleret de Salt, per l'espectacle Nit de reis, de William Shakespeare, estrenat al Mercat de les Flors, en el marc del Festival Grec 90, sota la direcció de Konrad Zschiedrich.                                             | Talleret de Salt, per l'espectacle Nit de reis, de William Shakespeare, estrenat al Mercat de les Flors, en el marc del Festival Grec 90, sota la direcció de Konrad Zschiedrich.                                             | Talleret de Salt, per l'espectacle Nit de reis, de William Shakespeare, estrenat al Mercat de les Flors, en el marc del Festival Grec 90, sota la direcció de Konrad Zschiedrich.                                             | Talleret de Salt, per l'espectacle Nit de reis, de William Shakespeare, estrenat al Mercat de les Flors, en el marc del Festival Grec 90, sota la direcció de Konrad Zschiedrich.                                             | Talleret de Salt, per l'espectacle Nit de reis, de William Shakespeare, estrenat al Mercat de les Flors, en el marc del Festival Grec 90, sota la direcció de Konrad Zschiedrich.                                             |